# Râul Totoești
Râul Totoești este un curs de apă, afluent al râului Bahlui. 